# Flores (Manaus)
Flores bairro do município brasileiro de Manaus, capital do estado do Amazonas. Localizado na Zona Centro-Sul, o bairro surgiu no ano de 1971, e atualmente é um dos maiores bairros em extensão territorial e o décimo-terceiro mais populoso, entre os 63 bairros oficiais da cidade.
Possui um IDH de 0,922, com uma qualidade de vida semelhante ao da Dinamarca e dos Países Baixos, por exemplo.
Sua principal avenida é a Av. Torquato Tapajós, um dos principais meios de interligar ao Centro, e onde se encontra também os principais prédios e edifícios do bairro. O Centro fica a 40 km de distância.
Possui um bom sistema de transporte coletivo. Tem Linhas servidas que são 036 ,427, 452 e 626, administrados pela Viação São Pedro , Líder Transporte e Vega Transporte 
Coletivo.Sendo  que a população pode usufruir do transporte. 
A população total do bairro em 2000 era de 34.406 habitantes e a renda média de 19 salários mínimos.
Integram o bairro: os conjuntos Duque de Caxias (Tapajós), de Flores I, Beija-Flor I, Rio Maracanã, Parque das Palmeiras e dos Sargentos e Subtenentes da PM; os loteamentos Vila Parque das Nações, Beija-Flor II e III, Santa Cruz, Parque das Laranjeiras (Etapa Especial), Parque das Laranjeiras I até V (sendo as etapas IV e V parcialmente), Popular Parque Centenário, Solar das Flores e Jardim de Alah; além dos muitos condomínios ali situados.

## Dados do bairro
- Total da População (2010): 48,098 habitantes.

## Curiosidades
A Arena da Amazônia, o Sambódromo de Manaus, o Centro de Convenções Vasco Vasques e Arena Amadeu Teixeira estão situados dentro do bairro Flores.